# John Lukic
Jovan "John" Lukic (født 11. december 1960 i Chesterfield, England) er en tidligere engelsk fodboldspiller af serbisk oprindelse, der spillede som målmand for Leeds United og Arsenal. Med begge klubber var han med til at blive engelsk mester, og vandt med Arsenal også både FA Cuppen og Liga Cuppen. I sin tid hos Leeds, samt under sit første ophold i Arsenal, var han udpræget førstevalg, mens han under sin anden periode hos Arsenal primært fungerede som reserve for David Seaman.

## Titler
Engelsk 1. Division/Premier League
- 1989 og 1998 med Arsenal F.C.
- 1992 med Leeds United

FA Cup
- 1998 med Arsenal F.C.

Football League Cup
- 1987 med Arsenal F.C.

Charity Shield
- 1992 med Leeds United
- 1998 og 1999 med Arsenal F.C.